# ピンクカメハメハ
ピンクカメハメハ（欧字名:Pink Kamehameha、2018年4月12日 - 2021年6月20日）は、日本の競走馬。主な勝ち鞍は2021年のサウジダービー。
馬名の由来は、桃色＋父父名の一部から。

## デビュー前
スイープトウショウ（2005年宝塚記念などGI3勝）を産んだ母・タバサトウショウの12番仔として誕生。本馬は母が25歳の時の仔であり、スイープトウショウとは17歳差がある。なお、父・リオンディーズは当時5歳であり、父母は20歳離れた年の差カップルであった。オーナーサイドから森秀行のもとに「すぐにデビューできる馬いませんか?」と相談があり、森が探し出したのが本馬だった。上場予定だったトレーニングセールが新型コロナウイルスによる影響で中止となったため売れ残っていたという。母の高齢出産の仔となるが、森はかつて海外で高齢出産を理由に購入をためらった馬がのちの英ダービー馬・ニューアプローチであった経験があり（母が22歳の時の仔）、馬さえ丈夫なら問題ないとの考えだった。購入はデビュー戦のわずか1ヶ月前の2020年6月であった。

## 戦績
2020年7月、函館競馬場の新馬戦で武豊を背にデビューし、3番人気で1着。以降、札幌2歳ステークスやサウジアラビアロイヤルカップなどを転戦するが、最高着順は12月の中京2歳ステークス4着止まりでこの年を終える。
2021年2月、僚馬フランスゴデイナとともにサウジダービーへの招待を受けるが、フランスゴデイナが熱発を発症したため単独で出走。騎乗予定だったジョエル・ロサリオが他馬へ乗り替わったため戸崎圭太を鞍上に迎え、レースでは好位の3番手から直線で抜け出し優勝。前年のフルフラットに続き創設から2年連続で日本馬・森秀行厩舎の所属馬が優勝を果たした。その後アラブ首長国連邦で行われたUAEダービーに出走するも直線伸びを欠き10着に敗れた。
帰国後の6月20日、ユニコーンステークスのレース中に向正面で急性心不全を発症し、内によれてラチに激突、その場で死亡した。騎乗していた北村宏司は投げ出されて落馬、府中市内の病院に搬送され右足骨折と診断された。

## 競走成績
以下の内容は、JBISサーチ、netkeiba.comに基づく。
| 競走日     | 競馬場   | 競走名           | 格   | 距離（馬場）  | 頭 数 | 枠 番 | 馬 番 | オッズ （人気） | 着順 | タイム （上がり3F） | 着差 | 騎手      | 斤量 [kg] | 1着馬（2着馬）         | 馬体重 [kg] |
| ---------- | -------- | ---------------- | ---- | ------------- | ----- | ----- | ----- | --------------- | ---- | ------------------- | ---- | --------- | --------- | ---------------------- | ----------- |
| 2020.07.19 | 函館     | 2歳新馬          |      | 芝1800m（良） | 9     | 8     | 9     | 006.30（3人）   | 01着 | R1:51.0（36.0）     | -0.6 | 0武豊     | 54        | （ゾディアックサイン） | 438         |
| 0000.09.05 | 札幌     | 札幌2歳S         | GIII | 芝1800m（良） | 14    | 1     | 1     | 005.60（3人）   | 13着 | R1:50.5（39.2）     | -2.3 | 0武豊     | 54        | ソダシ                 | 458         |
| 0000.10.10 | 東京     | サウジアラビアRC | GIII | 芝1600m（不） | 10    | 1     | 1     | 014.80（6人）   | 09着 | R1:42.2（40.3）     | -2.6 | 0三浦皇成 | 55        | ステラヴェローチェ     | 450         |
| 0000.10.31 | 京都     | 萩S              | L    | 芝1800m（良） | 8     | 4     | 4     | 048.00（7人）   | 05着 | R1:49.2（35.5）     | -1.1 | 0松山弘平 | 55        | シュヴァリエローズ     | 462         |
| 0000.11.23 | 阪神     | 秋明菊賞         | 1勝  | 芝1400m（良） | 11    | 8     | 10    | 019.20（7人）   | 06着 | R1:22.4（35.5）     | -1.1 | 0和田竜二 | 55        | ブルースピリット       | 458         |
| 0000.12.19 | 中京     | 中京2歳S         | OP   | 芝1200m（良） | 14    | 3     | 3     | 012.20（6人）   | 04着 | R1:09.9（35.6）     | -0.4 | 0亀田温心 | 55        | ゴールドチャリス       | 464         |
| 2021.02.20 | KAA      | サウジダービー   |      | ダ1600m（良） | 13    | 8     | 7     |                 | 01着 | R1:38.57            |      | 0戸崎圭太 | 57        | （Cowan）              | 計不        |
| 0000.03.27 | メイダン | UAEダービー      | GII  | ダ1900m（良） | 14    | 14    | 9     |                 | 10着 | -R                  |      | 0戸崎圭太 | 53        | Rebel's Romance        | 計不        |
| 0000.06.20 | 東京     | ユニコーンS      | GIII | ダ1600m（重） | 16    | 7     | 13    | 031.4（11人）   |      | 競走中止            |      | 0北村宏司 | 56        | スマッシャー           | 466         |

## 血統表
| ピンクカメハメハの血統        | ピンクカメハメハの血統                       | ピンクカメハメハの血統 | （血統表の出典）      | （血統表の出典）    |
| 父系                          | キングマンボ系                               | キングマンボ系         | キングマンボ系        | [ § 2 ]             |
| 父 リオンディーズ 2013 黒鹿毛 | 父の父キングカメハメハ 2001 鹿毛             | Kingmambo              | Mr. Prospector        | Mr. Prospector      |
| 父 リオンディーズ 2013 黒鹿毛 | 父の父キングカメハメハ 2001 鹿毛             | Kingmambo              | Miesque               |                     |
| 父 リオンディーズ 2013 黒鹿毛 | 父の父キングカメハメハ 2001 鹿毛             | *マンファス            | *ラストタイクーン     | *ラストタイクーン   |
| 父 リオンディーズ 2013 黒鹿毛 | 父の父キングカメハメハ 2001 鹿毛             | *マンファス            | Pilot Bird            |                     |
| 父 リオンディーズ 2013 黒鹿毛 | 父の母シーザリオ 2002 青毛                   | スペシャルウィーク     | *サンデーサイレンス   | *サンデーサイレンス |
| 父 リオンディーズ 2013 黒鹿毛 | 父の母シーザリオ 2002 青毛                   | スペシャルウィーク     | キャンペンガール      |                     |
| 父 リオンディーズ 2013 黒鹿毛 | 父の母シーザリオ 2002 青毛                   | *キロフプリミエール    | Sadler's Wells        | Sadler's Wells      |
| 父 リオンディーズ 2013 黒鹿毛 | 父の母シーザリオ 2002 青毛                   | *キロフプリミエール    | Querida               |                     |
| 母 タバサトウショウ 1993 鹿毛 | 母の父*ダンシングブレーヴ Dancing Brave 1983 | Lyphard                | Northern Dancer       | Northern Dancer     |
| 母 タバサトウショウ 1993 鹿毛 | 母の父*ダンシングブレーヴ Dancing Brave 1983 | Lyphard                | Goofed                |                     |
| 母 タバサトウショウ 1993 鹿毛 | 母の父*ダンシングブレーヴ Dancing Brave 1983 | Navajo Princess        | Drone                 | Drone               |
| 母 タバサトウショウ 1993 鹿毛 | 母の父*ダンシングブレーヴ Dancing Brave 1983 | Navajo Princess        | Olmec                 |                     |
| 母 タバサトウショウ 1993 鹿毛 | 母の母サマンサトウショウ 1985 黒鹿毛         | トウショウボーイ       | *テスコボーイ         | *テスコボーイ       |
| 母 タバサトウショウ 1993 鹿毛 | 母の母サマンサトウショウ 1985 黒鹿毛         | トウショウボーイ       | *ソシアルバターフライ |                     |
| 母 タバサトウショウ 1993 鹿毛 | 母の母サマンサトウショウ 1985 黒鹿毛         | マーブルトウショウ     | *ダンディルート       | *ダンディルート     |
| 母 タバサトウショウ 1993 鹿毛 | 母の母サマンサトウショウ 1985 黒鹿毛         | マーブルトウショウ     | チャイナトウショウ    |                     |
| 母系(F-No.)                   | (FN:5-j)                                     | (FN:5-j)               | (FN:5-j)              | [ § 3 ]             |
| 5代内の近親交配               | Northern Dancer 5×4                          | Northern Dancer 5×4    | Northern Dancer 5×4   | [ § 4 ]             |
| 出典                          | 1. 2. 3. 4.                                  | 1. 2. 3. 4.            | 1. 2. 3. 4.           | 1. 2. 3. 4.         |

- 半姉スイープトウショウ（父エンドスウィープ）は2005年宝塚記念などGI3勝。その孫に2024年チューリップ賞勝ち馬のスウィープフィートがいる。